# Бэйта
Бэйта́ (кит. упр. 北塔, пиньинь Běitǎ) — район городского подчинения городского округа Шаоян провинции Хунань (КНР).

## История
В 1950 году урбанизированная часть уезда Шаоян была выделена в отдельный городской уезд Шаоян. В 1986 году городской уезд Шаоян был объединён с округом Шаоян в городской округ Шаоян.
В 1997 году разбиение Шаояна на районы было полностью изменено: старые районы были упразднены, а из 1 уличного комитета бывшего Восточного района, 3 волостей бывшего Пригородного района и 1 волости уезда Шаоян был образован район Бэйта.

## Административное деление
Район делится на 2 уличных комитета и 1 волость.